# Kyōko Uchiyama
Kyōko Uchiyama (内山 京子; * 16. November 1968) ist eine japanische Tischtennisspielerin. Sie nahm am Einzelwettbewerb der Olympischen Spiele 1988 in Seoul teil. Hier gewann sie in der Vorgruppe C drei Spiele und musste zwei Niederlagen einstecken. Damit kam sie nicht in die Hauptrunde und landete auf Platz 17. 
In der Weltrangliste wurde Kyōko Uchiyama Mitte 1989 auf Platz 12 geführt.

## Spielergebnisse bei den Olympischen Spielen
- Olympische Spiele 1988 Einzel[2]
  - Siege: Insook Bhushan (USA), Nadia Bisiach (Australien)
  - Niederlagen: Chen Jing (China), Valentina Popova (Sowjetunion), Feiza Ben Aïssa (Tunesien)